# Fisher Stevens
Fisher Stevens, född 27 november 1963 i Chicago, Illinois, är en amerikansk skådespelare, regissör, producent och författare.
År 2017 gifte sig Stevens med Alexis Bloom. Paret har en dotter tillsammans.

## Filmografi i urval
- 1986 – Nr 5 lever!
- 1988 – Nr. 5 är tillbaka
- 1989 – Spårhundar på Broadway
- 1989 – Columbo (TV-serie)
- 1990 – Mysteriet von Bülow
- 1991 – Blondinen som alltid sa ja
- 1992 – Bob Roberts
- 1992 – Slumpens hjälte
- 1993 – Super Mario Bros.
- 1994 – Only You
- 1995 – Vänner (TV-serie)
- 1995 – I lagens namn (TV-serie)
- 1996–2000 – Morgondagens hjälte (TV-serie)
- 2001 – Frasier (TV-serie)
- 2003 – Uptown Girls
- 2003 – Anything Else
- 2004 – Hope & Faith (TV-serie)
- 2005 – Factotum
- 2007 – Awake
- 2008–2010 – Lost (TV-serie)
- 2009 – Medium (TV-serie)
- 2009 – The Cove (produktion)
- 2010 – The Experiment
- 2012 – LOL: Laughing Out Loud
- 2012 – Stand Up Guys
- 2013 – Movie 43
- 2014 – The Grand Budapest Hotel
- 2014 – United Passions
- 2016 – Hail, Caesar!
- 2016 – Before the Flood (regi, produktion)
- 2016 – Bright Lights: Starring Carrie Fisher and Debbie Reynolds (regi)
- 2018 – Isle of Dogs
- 2018–2023 – Succession (TV-serie)
- 2023 – Asteroid City
- 2025 – In the Grey
- 2025 – Song Sung Blue